# نشان بنجامین فرانکلین

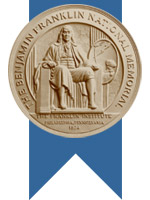
نشان بنجامین فرانکلین

مدال بنجامین فرانکلین یک از قدیمی‌ترین جایزه‌ها در علوم و مهندسی است که از سال ۱۸۲۴ توسط مؤسسه فرانکلین در فیلادلفیا، آمریکا اهدا می‌شود. این جایزه تا سال ۱۹۹۷ با نام مدال فرانکلین شناخته می‌شد. برای فهرست برندگان از آغاز تا سال ۱۹۹۸ به بخش مدال فرانکلین رجوع شود.

## دریافت کننده‌ها
| سال  | مهندسی                               | فیزیک                                                       | شیمی                | علوم زیستی                 | زمین شناسی                         | رایانه و علوم شناختی                                   |
| ---- | ------------------------------------ | ----------------------------------------------------------- | ------------------- | -------------------------- | ---------------------------------- | ------------------------------------------------------ |
| ۱۹۹۸ | امانوئل دزرویر دیوید نیل پین         | رابرت لافلین دانیل چی تسوئی هورست لودویگ اشتورمر مارتین ریس | احمد حسن زویل       | استنلی پریسینر             | —                                  | —                                                      |
| ۱۹۹۹ | —                                    | آکیرا تونومورا جان ماتر                                     | والتر کامینسکی      | بری مارشال                 | —                                  | نوام چامسکی ویکتور والی داگلاس انگلبارت ریچارد شورتهیل |
| ۲۰۰۰ | آنتوان لابیری گوردون دانبی جیمز پاول | کارل ادوین ویمن اریک آلن کرنل ولفانگ کترله                  | رابرت گرابز         | —                          | اویل گورهام                        | جان کوک                                                |
| ۲۰۰۱ | برنارد ویدرو                         | آلن گوث                                                     | کارل شارپلس         | راب فن در وو یودا فولکمن   | —                                  | ماروین مینسکی                                          |
| ۲۰۰۲ | شوجی ناکامورا                        | سومیو ایجیما                                                | نورمن الینگر        | مری-دل چیلتون              | الکساندر ناوروتسکی                 | لوسی ساچمن سومیو ایجیما                                |
| ۲۰۰۳ | بیشنو اس. آتال چارلز اچ. تورنتون     | جان نوریس باکال ماساتوشی کوشیبا                             | رابین ام. هوکستراسر | جین گودال                  | نورمن ای. فیلیپس جوزف اسماگورینسکی | جان مک‌کارتی                                            |
| ۲۰۰۴ | راجر بیکن رابرت ای. نیونهام          | رابرت بی. میر                                               | هری بی. گری         | —                          | —                                  | ریچارد ام. کارپ                                        |
| ۲۰۰۵ | اندرو ویتربی                         | یوایچیرو نامبو                                              | —                   | الیزابت بلک‌برن             | پیتر ویل                           | آراویند جوشی                                           |
| ۲۰۰۶ | ری کلوف                              | جیاسینتو اسکلز جن پیتر توئنیز                               | ساموئل دنیشفسکی     | فرناندو نوتبوم گوردون ولمن | لونا لئوپولد                       | دونالد نورمن                                           |
| ۲۰۰۷ | رابرت دنارد                          | آرتور مک دونالد یوجی توتزوکا                                | کلاوز بیمن          | نانسی وکسلر                | استیو اسکوایرز                     | —                                                      |